# Joshua Jones

a Compétitions nationales et continentales officielles uniquement.

b Matchs officiels uniquement.
Dernière mise à jour le 2 juin 2025.
Joshua Jones, né le 12 mai 1993 à Leyland (Angleterre), est un joueur de rugby à XIII anglais évoluant au poste de centre, deuxième ligne, pilier ou de troisième ligne. 

## Biographie
Joshua Jones fait ses débuts professionnels avec St Helens en Super League en 2012 ponctués de quelques prêts à Rochdale et York City. 
Il tente en 2015 un changement de code pour le rugby à XV en rejoignant Exeter mais rapidement il revient au XIII et signe à Salford,.
En 2019, il est sélectionné avec l'équipe de Grande-Bretagne à l'occasion de leur tournée dans l'hémisphère sud. Il joue trois matchs lors de cette tournée.
En 2020, il s'engage avec Hull FC, avant de rejoindre les Huddersfield Giants l'année suivante,.
Il est contraint de prendre sa retraite prématurément en septembre 2023, à la suite d'une importante commotion cérébrale,.

## Palmarès
- Collectif :
  - Vainqueur de la Super League : 2014 (St Helens).
  - Finaliste de la Super League : 2019 (Salford).

- Individuel :
  - Nommé dans l'équipe de la Super League : 2019 (Salford).